# Arroyo Piedra, Mexiko
Arroyo Piedra är en ort i Mexiko.   Den ligger i kommunen San Miguel del Puerto och delstaten Oaxaca, i den sydöstra delen av landet, 500 km sydost om huvudstaden Mexico City. Arroyo Piedra ligger 377 meter över havet och antalet invånare är 122.
Terrängen runt Arroyo Piedra är kuperad söderut, men norrut är den bergig. Runt Arroyo Piedra är det ganska tätbefolkat, med 54 invånare per kvadratkilometer. Närmaste större samhälle är Santa María Xadani, 10,3 km öster om Arroyo Piedra. I omgivningarna runt Arroyo Piedra växer huvudsakligen savannskog.